# Álvaro Ramos
Álvaro Sebastián „Chancho” Ramos Sepúlveda (ur. 14 kwietnia 1992 w Alto Hospicio) – chilijski piłkarz występujący na pozycji napastnika, obecnie zawodnik meksykańskiego Leónu.

## Kariera klubowa
Ramos jest wychowankiem drugoligowego klubu Deportes Iquique, w którym pierwszy występ na drugim szczeblu rozgrywek zanotował już w wieku szesnastu lat. W swoim premierowym sezonie 2008 wywalczył awans do chilijskiej Primera División, w której zadebiutował 10 maja 2009 w wygranym 2:0 spotkaniu z Cobreloą. Z racji młodego wieku pełnił jednak głównie rolę rezerwowego. W 2009 roku dotarł z Iquique do finału krajowego pucharu – Copa Chile, jednak równocześnie (po zaledwie roku) spadł wraz z ekipą z powrotem do drugiej ligi. Sezon 2010 okazał się bardzo udany zarówno dla niego, jak i dla Iquique – mimo iż osiemnastolatek pojawiał się na boiskach niemal wyłącznie jako rezerwowy, to zdołał zostać drugim najlepszym strzelcem ekipy (dziesięć goli we wszystkich rozgrywkach). Wydatnie pomógł klubowi awansować z pierwszego miejsca do najwyższej klasy rozgrywkowej, a także wygrał z nim Copa Chile, kiedy to zdobył gola w finale z Deportes Concepción (1:1, 4:3 k). Premierową bramkę w pierwszej lidze strzelił 9 kwietnia 2011 w zremisowanej 2:2 konfrontacji z Universidadem de Chile. W 2012 roku został wybrany przez stowarzyszenie piłkarzy (ANFP) najlepszym młodym graczem ligi.
Latem 2012 Ramos odszedł do czołowego klubu w kraju – CD Universidad Católica ze stołecznego Santiago. W wiosennym sezonie Transición 2013 zdobył z nim tytuł wicemistrza Chile, a w tym samym roku dotarł również do finału Copa Chile. Pierwszy z wymienionych sukcesów osiągnął z ekipą Martína Lasarte również w jesiennym sezonie Apertura 2013, a trzecie wicemistrzostwo z rzędu wywalczył pół roku później – podczas wiosennych rozgrywek Clausura 2014. Ogółem w Universidadzie spędził trzy lata, lecz nie potrafił sobie na dłuższy okres wywalczyć pewnego miejsca w wyjściowym składzie, pozostając rezerwowym dla czołowych napastników w lidze – Ismaela Sosy i Nicolása Castillo. W lipcu 2015 udał się na wypożyczenie do niżej notowanego Santiago Wanderers z miasta Valparaíso, gdzie spędził kolejny rok bez większych sukcesów drużynowych, lecz zdołał odzyskać wysoką skuteczność, tworząc bramkostrzelny ofensywny tercet z Carlosem Muñozem i Ronniem Fernándezem.
W lipcu 2016 Ramos powrócił do macierzystego Deportes Iquique, gdzie w sezonie Apertura 2016 jako podstawowy zawodnik i najlepszy strzelec ekipy wywalczył czwarte w swojej karierze wicemistrzostwo Chile. Po upływie roku wyjechał do Meksyku, przenosząc się do tamtejszego Club León.

## Kariera reprezentacyjna
W kwietniu 2009 Ramos został powołany przez Césara Vaccię do reprezentacji Chile U-17 na Mistrzostwa Ameryki Południowej U-17. Tam miał niepodważalne miejsce w wyjściowym składzie i rozegrał wszystkie cztery spotkania w pełnym wymiarze czasowym, zaś jego kadra – pełniąca wówczas rolę gospodarza rozgrywek (wszystkie mecze odbyły się w Iquique, siedzibie ówczesnego klubu Ramosa) – spisała się znacząco poniżej oczekiwań, odpadając już w pierwszej rundzie i nie zdołała zakwalifikować się na Mistrzostwa Świata U-17 w Nigerii.
W styczniu 2011 Ramos znalazł się w ogłoszonym przez Vaccię składzie reprezentacji Chile U-20 na Mistrzostwa Ameryki Południowej U-20. Na peruwiańskich boiskach wystąpił w siedmiu z dziewięciu możliwych meczów (z czego w trzech w pierwszej jedenastce), a Chilijczycy zajęli piąte, niepremiowane awansem na Mistrzostwa Świata U-20 w Kolumbii miejsce.
W seniorskiej reprezentacji Chile Ramos zadebiutował za kadencji selekcjonera Juana Antonio Pizziego, 11 stycznia 2017 w zremisowanym 1:1 meczu z Chorwacją w ramach towarzyskiego turnieju China Cup (w którym jego drużyna ostatecznie triumfowała).